# Ana María Pedroni
Ana María Pedroni Chautemps (Esperanza, Argentina; 6 de agosto de 1930 - Guatemala, 28 de marzo de 2010) fue un docente, poeta, periodista, fotógrafa y escritora argentina.

## Biografía
Nació en la ciudad argentina de Esperanza, en la provincia de Santa Fe, el 6 de agosto de 1930. Es la cuarta hija del poeta José Pedroni y de Elena Chautemps, y su única hija mujer. Se recibió de Maestra en 1948, en la Escuela Normal de la ciudad de Esperanza, provincia de Santa Fe. Estudió Lengua y Literatura Inglesa y se especializó en Fonética, en la Universidad Nacional de La Plata.
Estudió la Licenciatura en Comunicación, diversos estudios humanísticos y ha desarrollado su actividad profesional a través de la docencia, la poesía, el periodismo, la escritura y la fotografía. Residía en Guatemala desde el 4 de marzo de 1959 junto con su esposo el periodista guatemalteco Fernando Valdés Díaz.

## Labor como escritora
Su libro más reciente es "Semiología: un acercamiento didáctico". Es colaboradora del periódico guatemalteco "La Hora" en el cual ha publicado recientemente "Las manos de la abuela" en una serie de fascículos en la sección Cultura, en donde trata de elaborar un cuidadoso abanico de su familia a partir de la relación con su abuela materna y a través de varias "fotos" a la manera de imágenes recuperadas de un pasado no muy remoto, que conservan toda la frescura de la actualidad. 
Amiga de la infancia de la Profesora Nelly Morandi de Müller, fallecida en 2003, realiza un emotivo relato evocando esos años de la juventud en "Retrato de una amiga", publicado por el diario El Litoral de la ciudad de Santa Fe y también por El Colono del Oeste de Esperanza.
"El mundo como imagen" es su último libro publicado. 
Trabajó en su autobiografía, "Hija de poeta"; y también en un libro que evoca la faceta de titiritero de su padre, "La voz de Pedro Pedrito", ambos inéditos.

## Su muerte
Fallece el domingo 28 de marzo de 2010, a la hora 22:00, en Guatemala, a raíz de problemas cardíacos y de las consecuencias de un accidente cerebrovascular; tenía 79 años.